# Бирд, Бетси
Элизабет «Бетси» Энн Бирд (англ. Elizabeth "Betsy" Ann Beard; род. 16 сентября 1961, Балтимор), в замужестве Стиллингс (англ. Stillings) — американская гребчиха, рулевая, выступавшая за сборную США по академической гребле в 1980-х годах. Чемпионка летних Олимпийских игр в Лос-Анджелесе, серебряная призёрка чемпионата мира, победительница многих регат национального и международного значения.

## Биография
Бетси Бирд родилась 16 сентября 1961 года в городе Балтимор, штат Мэриленд.
Училась в Вашингтонском колледже в Мэриленде, но в 1981 году перевелась в Вашингтонский университет, где в 1984 году получила степень бакалавра в области фармацевтики. Во время учёбы состояла в университетской команде по академической гребле, в качестве рулевой регулярно принимала участие в различных студенческих соревнованиях.
Наибольшего успеха в своей спортивной карьере добилась в сезоне 1984 года, когда вошла в основной состав американской национальной сборной и благодаря череде удачных выступлений удостоилась права защищать честь страны на домашних летних Олимпийских играх 1984 года в Лос-Анджелесе. В составе экипажа, куда также вошли гребчихи Кристен Торснесс, Кэрол Бауэр, Джинн Флэнаган, Кэри Грейвз, Кэти Килер, Холли Меткалф, Кристин Норелиус и Ширил О’Стин, обошла всех своих соперниц в восьмёрках, в том числе почти на секунду превзошла ближайших преследовательниц из Румынии, и тем самым завоевала золотую олимпийскую медаль.
После лос-анджелесской Олимпиады Бирд осталась в гребной команде США на ещё один олимпийский цикл и продолжила принимать участие в крупнейших международных регатах. Так, в 1985 году она выступила на чемпионате мира в Хазевинкеле, где заняла четвёртое место в программе восьмёрок.
На мировом первенстве 1986 года в Ноттингеме вновь была четвёртой в восьмёрках.
В 1987 году побывала на чемпионате мира в Копенгагене, откуда привезла награду серебряного достоинства, выигранную в восьмёрках — в финале была побеждена румынской командой.
Находясь в числе лидеров американской национальной сборной, благополучно прошла отбор на Олимпийские игры 1988 года в Сеуле, однако здесь попасть в число призёров не смогла — показала в финале восьмёрок лишь шестой результат. Вскоре по окончании этих соревнований приняла решение завершить спортивную карьеру.
Впоследствии работала фармацевтом в Шведском медицинском центре в Сиэтле, специализировалась на клинических исследованиях препаратов, используемых при онкологических заболеваниях, также работала над лекарствами неонатальной интенсивной терапии. Замужем за американским гребцом Джоном Стиллингсом, так же участвовавшим в Олимпиаде в Лос-Анджелесе.